# المائدة المستديرة (كتاب)
المائدة المستديرة عبارة عن مجموعة من المقالات التي كتبها وليم هازلت ولي هنت ونشرت في عام 1817. ساهم هازلت بـ 40 مقالًا، بينما قدم هنت 12 مقالًا.

## خلفية
محتوى الكتاب مأخوذ في الغالب من مساهمات هنت وهازلت في The Examiner، وهي صحيفة حررها هنت. أرسل مادة المجلد الأول إلى المطبعة كمجموعة من قصاصات الصحف. بدأت عملية نشر المجموعة في أواخر عام 1815، لكن معظم العام التالي ضاع بسبب التأخير الذي سببه ناشر المجموعة في إدنبرة، أرشيبالد كونستابل، الذي شكك في أن مجموعة المقالات الصحفية ستحقق نجاحًا كبيرًا.
نُشر المجلدان أخيرًا في 14 فبراير 1817، وبيعا بسعر أربعة عشر شلنًا. كانت المبيعات بطيئة، ولم يُعاد طباعة النص خلال حياة هازلت. غطت المقالات موضوعات مثل الفن والأدب والمسرح، وساهم هنت بعدة مقالات حول موضوعات عادية مثل الغسالات ومتعة قضاء الوقت بجانب المدفأة.

## استقبال
كانت المراجعات إيجابية من قبل الشاعر جون كيتس. كما هو الحال مع العديد من أعمال هازلت، فقد تلقت تقييمًا سلبيًا للغاية من Quarterly Review [الإنجليزية]. في تقييم العمل، خلط المراجعون عمدًا بين المقالات المرحة التي كتبها هنت وتلك التي كتبها هازلت. مقالات هنت - وخاصة الفصل المتعلق بالغسالات - تعرضت للسخرية من قبل المجلة Quarterly Review ومجلة بلاكوود لسنوات بعد نشر الكتاب.

## الهوامش
1. 1 2  Bate 2004.
2. ↑  Wu 2008, p. 184.
3. ↑  Wu 2008, p. 185.
4. ↑  Wu 2008, p. 209.
5. 1 2  Wu 2008, p. 210.
6. ↑  Wu 2008, p. 211.
7. ↑  "Review of The Round Table: a Collection of Essays on Literature, Men and Manners by William Hazlitt". The Quarterly Review. ج. 17: 154–159. أبريل 1817. مؤرشف من الأصل في 2020-10-19.
8. ↑  Jones 1991, p. 209.

## روابط خارجية
- المجلد الأول والمجلد الثاني من الطبعة الأولى في كتب جوجل.